# Ebenhausen (Baar-Ebenhausen)
Ebenhausen ist ein Gemeindeteil von Baar-Ebenhausen im oberbayerischen Landkreis Pfaffenhofen an der Ilm.

## Lage
Das Pfarrdorf liegt im Norden der Gemeinde. Es ist über die Bundesstraße 13 zu erreichen. Die Paar berührt den Ort im Osten.
Seit Ende der 1970er Jahre sind Ebenhausen und das etwa einen Kilometer südöstlich gelegene Baar durch fortgesetzte Siedlungstätigkeit baulich verbunden und bilden eine Ortschaft.

## Geschichte

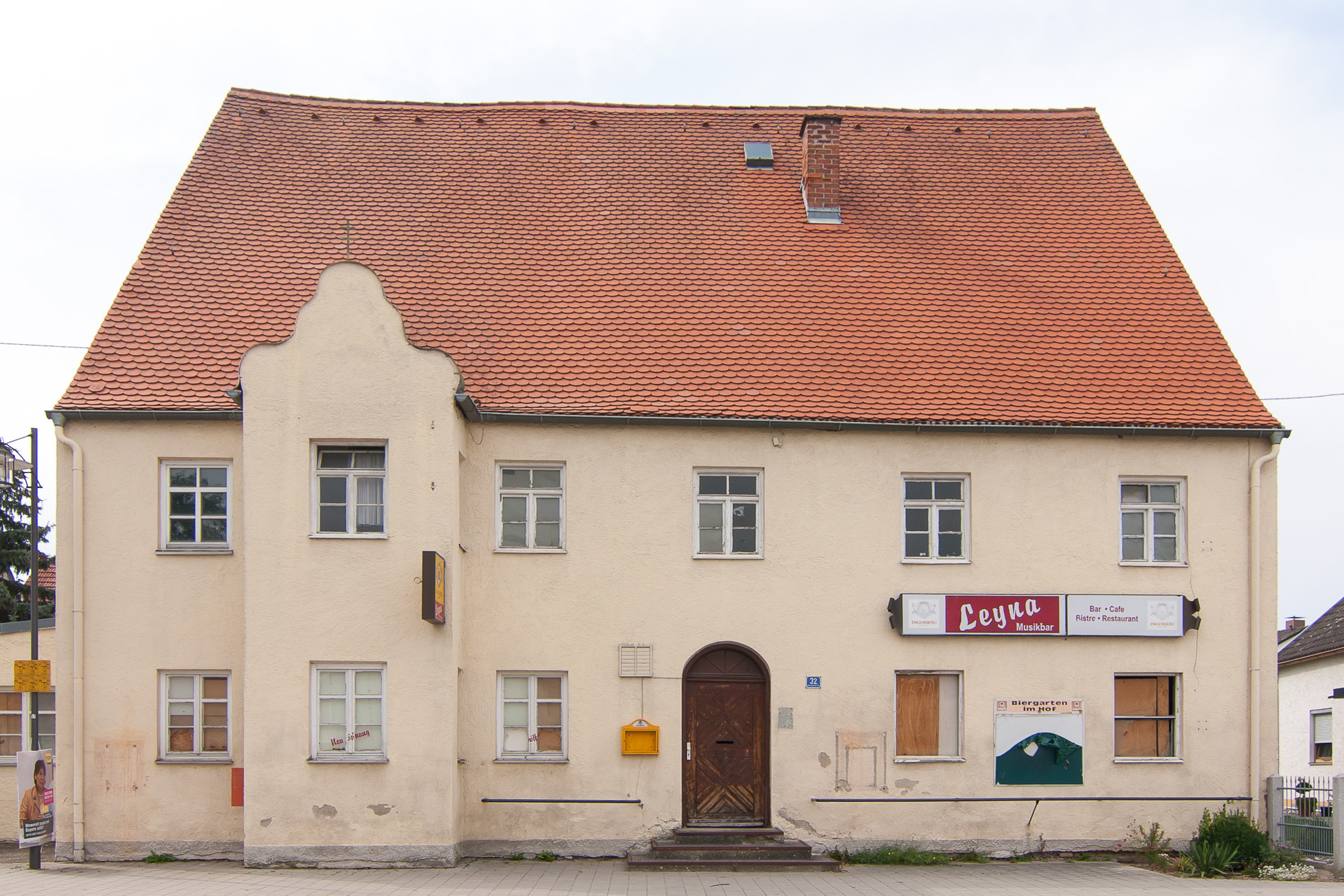
Gasthaus Grüner Kranz aus dem 17./18. Jahrhundert

Der Ort Ebenhausen entstand vermutlich im 8. oder 9. Jahrhundert, der Name lässt sich herleiten von dem Begriff „zu den Häusern des Ebo oder Eberhardt“, wobei dieser Ebo oder Eberhardt wahrscheinlich der Lokator war, der die Gründung des Dorfes leitete. Er stand vermutlich in fränkischen Diensten; die Struktur Ebenhausens als Straßendorf und das Martins-Patrozinium der Kirche deuten darauf hin; die Gründung Ebenhausens stand also im Zusammenhang mit der fränkischen Durchdringung Bayerns nach dem Sturz Tassilos III. im Jahr 788 durch Karl den Großen.
Die Ritter von Ebenhausen, die in mittelalterlichen Urkunden auftauchen, standen bei den Fürsten des Landes in hohen Ehren. In einer Urkunde der Äbtissin Gebirga von Geisenfeld 1037 bis 1061 erscheint 1040 ein „Chuono von Ebenhusen“ als Zeuge. Im Schenkungskodex des Klosters Indersdorf wird 1163 der Ritter „Dilcherius von Ebenhusen“ als Zeuge erwähnt.
In der 1310 erfolgten Landesteilung kam Ebenhausen zum Gericht Pfaffenhofen an der Ilm. Außerhalb ihres Sitzes hatten die Ritter von Ebenhausen auch noch Besitz in Mitterwöhr und Wangenbach. Seit 1326 ist auch ein Chunrad von Ebenhausen zu Nörting (Gemeinde Kirchdorf an der Amper) erwähnt.
1420 wird in Ebenhausen noch der Sitz der Ritter von Ebenhausen erwähnt, der in der Mitte des 15. Jahrhunderts allerdings schon im Besitz der Familie Menbegk war.
Von 1505 bis 1803 gehörte Ebenhausen zum Fürstentum Pfalz-Neuburg und wurde dem 1522 gebildeten Pflegamt Reichertshofen unterstellt.
Die letzten urkundlichen Spuren die Ritter von Ebenhausen finden sich im Jahr 1570, seitdem gelten sie als ausgestorben.
Sie hatten damals allerdings in Ebenhausen keinen Besitz mehr, nur noch in Lenting bei Ingolstadt.
Im zweiten bayerischen Herzogsurbar von 1280 ist Ebenhausen Sitz eines eigenen Amtes, mit allerdings seltsam verstreuten Einnahmenskomplexen. Vermutlich haben die Wittelsbacher alles, was sie zwischen 1240 (als Ebenhausen noch zum Amt Pfaffenhofen gehörte) und 1280 im Raum südlich der Donau und nördlich der Hallertau erwarben, zu einem eigenen Amt zusammengefasst. Im Jahre 1310 wird Ebenhausen als zum Amt Vohburg an der Donau zugehöriger Markt aufgeführt, das Amt Ebenhausen wurde somit nach kaum 30 Jahren wieder aufgelöst. Das damals vermerkte Marktrecht ging verloren, als der Ort im Jahre 1332 zusammen mit dem Nachbarort Reichertshofen an einen unehelichen Sohn Kaiser Ludwigs IV. verliehen wurde, der danach Ludwig von Reichertshofen genannt wurde. 1505 kam Ebenhausen zusammen mit Baar zum Herzogtum Pfalz-Neuburg.
Der Zwiebelturm der St.-Martin-Kirche, vielfach als „in Barock gehalten“ bezeichnet, ist ein besonderes Wahrzeichen des Ortes im Rokoko-Stil. Im Zentrum des Ortes steht eine Anfang des 20. Jahrhunderts gepflanzte Eiche, die mittlerweile unter Naturschutz steht. Im Laufe der Jahre wuchs Ebenhausen durch seine Weiterentwicklung zu einer stattlichen Gemeinde. Die Gemeinde Ebenhausen bestand aus dem gleichnamigen Hauptort und Ebenhausen-Werk (damals Pulverfabrik genannt).
Am 1. Januar 1880 wurde sie dem Bezirksamt Ingolstadt (ab 1939 Landkreis) zugeteilt, dem sie bis 1972 angehörte. In Folge der Gebietsreform wurde Ebenhausen Teil des Landkreises Pfaffenhofen an der Ilm.
Durch Rechtsverordnung der Regierung von Oberbayern mit Wirkung vom 1. Mai 1984 wurde aus den ehemals selbständigen Gemeinden Ebenhausen und Baar die Gemeinde Baar-Ebenhausen gebildet.

## Kirche: St. Martin Ebenhausen
- Orgel

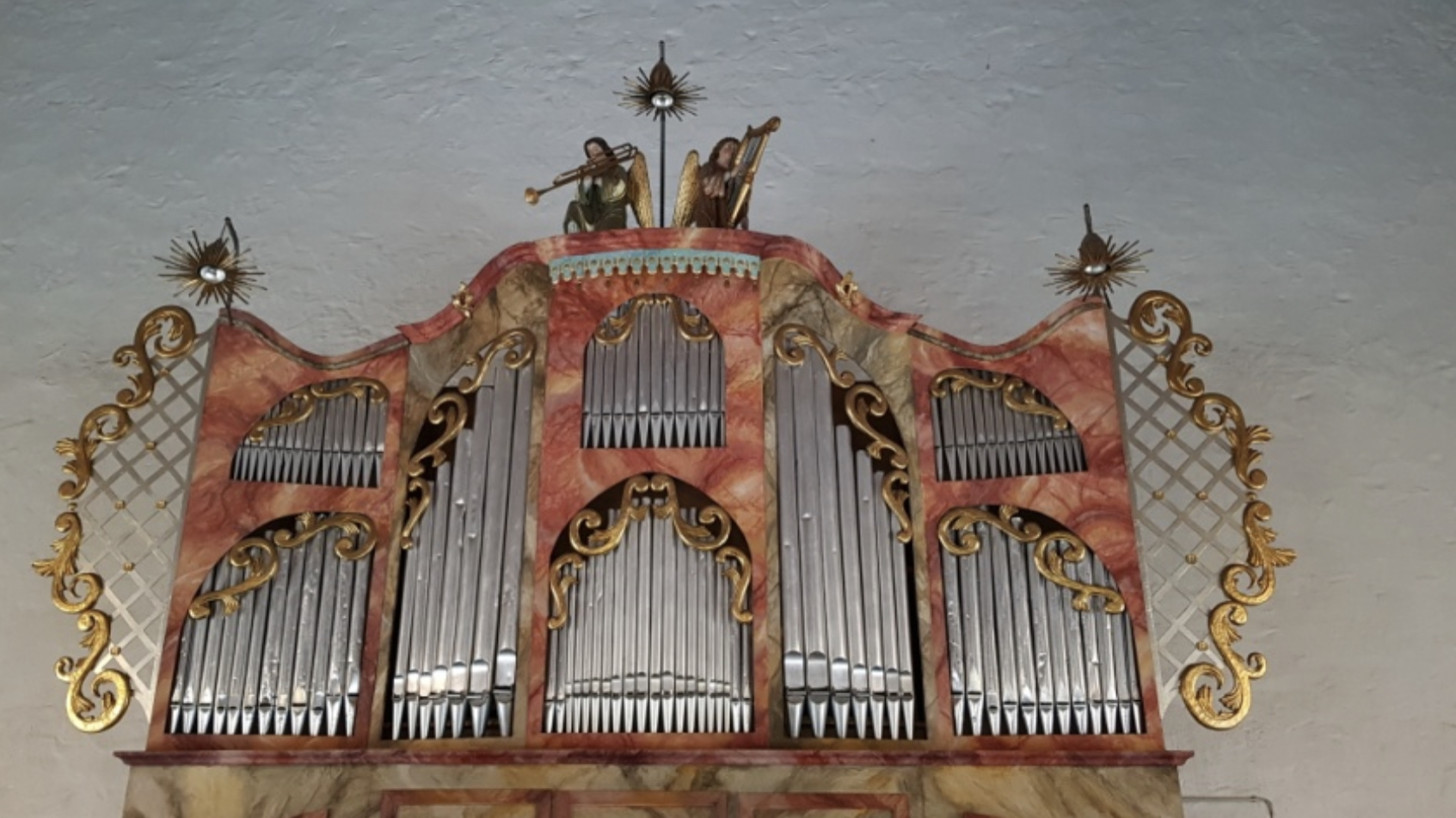

In der Pfarrkirche St. Martin in Ebenhausen befindet sich eine rein elektronische Orgel. Diese stammt vom Orgelhersteller Ahlborn.
Es besteht dich Möglichkeit die Töne zu transponieren. Die Orgelpfeifen in der Kirche stehet nur zur Dekoration.
| I Manual C–c4 |       |
| Bordun        | 16′   |
| Principal     | 8′    |
| Rohrflöte     | 8′    |
| Dulciana      | 8′    |
| Oktav         | 4′    |
| kleingedruckt | 4′    |
| Quinte        | 2 ⁄3′ |
| Superoktave   | 2′    |
| Waldflöte     | 2′    |
| Mixtur        | 1 ⁄3′ |
| Zimbel        | 1⁄2′  |
| Kornett       | 8′    |
| Trompete      | 16′   |
| Trompete      | 8′    |
| Clairon       | 4′    |
| Tremulant     |       |

| II Manual C–c4  |        |
| Quintatön       | 16′    |
| Geigenprinzipal | 8′     |
| Gedackt         | 8′     |
| Salicional      | 8′     |
| Voc coelestis   | 8′     |
| Prästant        | 4′     |
| Querflöte       | 4′     |
| Nasat           | 2 ⁄3   |
| Doublette       | 2‘     |
| Terz            | 1 3⁄5‘ |
| Quinte          | 1 ⁄3‘  |
| Sifflöte        | 1‘     |
| Timbel          | 1‘     |
| Krummhorn       | 8‘     |
| Oboe            | 8‘     |
| Tremulant       |        |

| Pedal C–d1    |         |
| Prinzipalbass | 16′     |
| Subbass       | 16′     |
| Quintbass     | 10 2⁄3′ |
| Oktavbass     | 8′      |
| Bassflöte     | 8′      |
| Quinte        | 5 1⁄3′  |
| Choralbass    | 4‘      |
| Flöte         | 4‘      |
| Nachthorn     | 2‘      |
| Mixtur        | 2 ⁄3    |
| Bombarde      | 32‘     |
| Posaune       | 16‘     |
| Trompete      | 8‘      |
| Klarine       | 4‘      |
| Krummhorn     | 4‘      |
| Tremulant     |         |

- Koppeln: II/I, II/P, I/P
- 2 Manuale + Pedal
- 48 Register (+ 3 Koppeln / + 5 Extra-Register -> Glockenspiel …)
- Spielhilfen: 30 Speichermöglichkeiten
- Schweller im 1. Manual/Pedal
- Schweller im 2. Manual

Derzeitige Organisten sind: Alexander Perret, Kornelia Perret, Kilian Niedermayr, Karolin Wölkl

## Baudenkmäler
Siehe auch: Liste der Baudenkmäler in Ebenhausen
- Katholische Pfarrkirche St. Martin
- Gasthaus Grüner Kranz, erbaut im 17./18. Jahrhundert

## Bodendenkmäler
Siehe: Liste der Bodendenkmäler in Baar-Ebenhausen